# 中山涙
中山 涙（なかやま なみだ、1971年 - ）は日本のノンフィクション作家、大衆小説家、コラムニストである。別名義に宮里洸。

## 来歴・人物
東京都町田市出身。中央大学法学部卒業。会社勤務の傍ら、20代より書評家として文庫解説などを執筆。2000年、峰隆一郎の『人斬り弥介』シリーズを引き継ぎ、宮里洸名義で小説家デビュー。大のお笑いファンで、ブログ「死んだ目でダブルピース」にてテレビウォッチャーとしても活動する。
2012年、『浅草芸人～エノケン、ロッパ、欽ちゃん、たけし、浅草演劇150年史』で、第25回尾崎秀樹記念・大衆文学研究賞（大衆文化部門）受賞。ペンネームの中山涙の名付け親は有吉弘行。

## 著書
宮里洸名義
- 幽鬼―人斬り弥介秘録（2002年、集英社文庫）
- 鬼神―人斬り弥介秘録〈其ノ2〉 （2002年、集英社文庫）
- 沈む町―人斬り弥介秘録（2003年、集英社文庫）
- 茜雪―人斬り弥介秘録（2005年、集英社文庫）
- 決定版・真田十勇士 霧隠才蔵（2005年、集英社文庫）

中山涙名義
- 浅草芸人 エノケン、ロッパ、欽ちゃん、たけし、浅草演芸150年史（2011年、マイナビ新書）